# زولوتوكينو (كورسك)
زولوتوكينو (بالروسية: Золотухино) هي مدينة في مقاطعة كورسك أوبلاست في روسيا.
يبلغ عدد سكانها حوالي 4620 نسمة.